# Palm Springs International Film Festival
Il Palm Springs International Film Festival è un festival cinematografico inaugurato nel 1989, che si tiene ogni anno nel mese di gennaio nella valle di Coachella. Ogni edizione del festival presenta oltre 200 film provenienti da più di 60 paesi.

## Descrizione
Parallelamente al festival si tiene un festival dedicato ai cortometraggi, il Palm Springs International Short Film Festival.